# Premios de la Moda Británica
Los Premios de la Moda Británica (British Fashion Awards en inglés) son una ceremonia anual en que se premia a aquellos que contribuyen de manera destacada al diseño de la moda británica. Los premios incluyen Diseñador Británico del Año (British Designer of the Year) y  Contribuciones Destacadas (Outstanding Contributions), modelo del año, así como premios a las celebridades mejor vestidas.
Los premios son organizados por el Consejo Británico de la Moda (British Fashion Council) y se entregan durante la Semana de la Moda de Londres en febrero.
En 2012 y 2014 Cara Delevingne ganó el premio a mejor modelo, convirtiéndose en la primera modelo en ganar el premio dos veces.

## Diseñador británico del año
El premio de diseñador británico del año se ha entregado a las siguientes personas.
- 1984, Katherine Hamnett
- 1985, Betty Jackson
- 1986, Jasper Conran
- 1987, John Galliano
- 1988, Rifat Ozbek
- 1989, Workers for Freedom
- 1990, Vivienne Westwood
- 1991, Vivienne Westwood
- 1992, Rifat Ozbek
- 1993, John Rocha
- 1994, John Galliano
- 1995, John Galliano
- 1996, Alexander McQueen
- 1997, Alexander McQueen y John Galliano
- 1998, no se entregó.
- 1999, Hussein Chalayan
- 2000, Hussein Chalayan
- 2001, Alexander McQueen
- 2002, no se entregó.
- 2003, Alexander McQueen
- 2004, Phoebe Philo
- 2005, Christopher Bailey
- 2006, Giles Deacon
- 2007, Stella McCartney
- 2008, Luella Bartley
- 2009, Christopher Bailey
- 2010, Phoebe Philo
- 2011, Sarah Burton
- 2012, Stella McCartney
- 2013, Christopher Kane

[actualizar]